# Windows Live Mesh
Windows Live Mesh (tidligere kendt som Windows Live FolderShare og Windows Live Sync) et en gratis fildelingssynkroniseringsservice fra Microsoft, som er designet til at tillade filer og mapper mellem to eller flere computere, i at blive synkroniseret med hinanden på Windows (XP eller nyere) og Max OS X-computere, ligesom Live Mesh data sync service.
Et maksimum på 20 mapper kan synkroniseres, indeholdende mapper på internettet. Hver mappe kan indeholde maksimum 20.000 filer og hver fil må ikke overstige 4 GB.
Windows Live Sync blev frigivet d. 11 december 2008. En nyere version kom i oktober 2009. 
En opdatering kom til Live Sync til Max d. 2. november 2009, som tillod support til Mac OS X 10.6
Windows Live Mesh er indstillet til at lukke ned på 13 februar 2013